# Acronyctodes thinballa
Acronyctodes thinballa là một loài bướm đêm trong họ Geometridae.